# Viticoltura in Ucraina
La viticoltura in Ucraina ha una lunga e affascinante storia che affonda le radici nell'antichità. Oggi sta vivendo una fase di rinnovato interesse grazie all'adozione di pratiche moderne e all'esplorazione delle potenzialità dei vitigni autoctoni. Con il suo clima favorevole e una varietà di terroir, l'Ucraina si sta rapidamente facendo conoscere nel panorama vinicolo internazionale.

## Storia
La viticoltura in Ucraina ha una tradizione che risale a oltre 2000 anni fa quando i coloni greci introdussero la vite lungo le coste del Mar Nero. Queste prime piantagioni costituirono la base per una fiorente produzione vinicola che si sviluppò ulteriormente sotto la dominazione dell'Impero Romano e durante il periodo bizantino. Durante il periodo sovietico la viticoltura ucraina subì un notevole declino dovuto a politiche anti-alcol e alla collettivizzazione che ridusse i vigneti e la varietà di produzione. Negli anni '80 la campagna anti-alcol condotta dall'Unione Sovietica portò all'estirpazione di molte vigne, riducendo ulteriormente la produzione. Tuttavia, con l'indipendenza nel 1991, l'Ucraina ha avviato una fase di rinascita per il suo settore vinicolo puntando sulla qualità e la valorizzazione dei vitigni autoctoni, recuperando il terreno perduto.

## Clima
Il clima dell'Ucraina è generalmente continentale temperato, con estati calde e inverni freddi, ma con differenze significative a seconda delle regioni. Le zone più favorevoli alla viticoltura si trovano lungo la costa meridionale dove l'influenza mitigante del Mar Nero favorisce una maturazione ottimale delle uve. Le regioni di Odessa e della Bessarabia sono tra le più importanti per la produzione vinicola, beneficiando di estati calde e inverni relativamente miti che creano condizioni ideali per la coltivazione della vite. Le precipitazioni sono moderate e variabili, a seconda delle regioni, ma la qualità del terroir, con una combinazione di suoli sabbiosi e argillosi, contribuisce alla diversità dei vini prodotti. Le regioni vinicole più favorevoli si trovano nel sud del paese, dove il clima secco e soleggiato favorisce la maturazione delle uve, particolarmente per i vitigni rossi e per la produzione di vini spumanti.

## Regioni vitivinicole

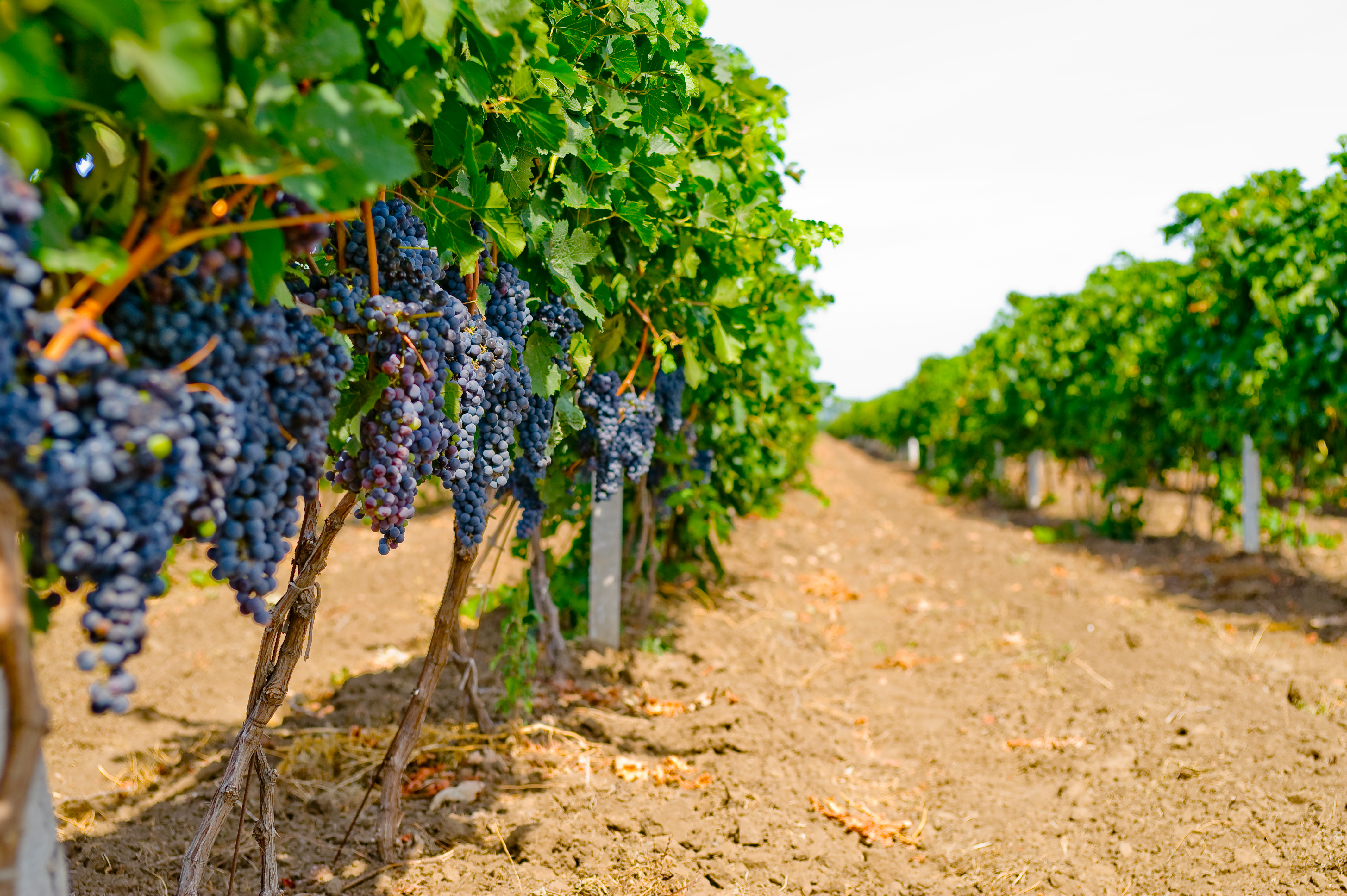
Vigneto in Shabo (Ucraina), Oblast' di Odessa

Le principali regioni vitivinicole dell'Ucraina includono il sud del paese che si estende lungo le coste del Mar Nero e del Mar d'Azov, e l'ovest, più montagnoso e temperato. Le regioni più note per la produzione di vino includono:
- Transcarpazia, situata nell'ovest dell'Ucraina, vicino al confine con l'Ungheria, questa regione è famosa per i suoi vini bianchi aromatici. Il clima più fresco favorisce la produzione di uve come il Riesling e il Pinot bianco, con vini freschi e minerali[1].

- Odessa, regione meridionale ed una delle più importanti per la viticoltura ucraina, con una lunga tradizione vinicola. I vitigni rossi, come il Cabernet Sauvignon e il Merlot, prosperano in questa zona, mentre i vitigni bianchi come lo Chardonnay sono anch'essi diffusi. La regione beneficia del clima temperato, ideale per la maturazione delle uve rosse e la sua vicinanza al Mar Nero contribuisce alla freschezza dei vini prodotti[1].

- Bessarabia, situata tra il fiume Dnestr e il Danubio, è un'importante regione vitivinicola. Il suo clima favorevole e la lunga tradizione di coltivazione della vite fanno di questa area un centro vinicolo in espansione. I vini rossi, particolarmente quelli prodotti con uve locali come il Saperavi, sono molto apprezzati per la loro struttura e intensità aromatica[1].

## Vitigni
L'Ucraina coltiva una varietà di vitigni autoctoni e internazionali che riflettono la diversità del suo paesaggio vitivinicolo. I vitigni autoctoni sono particolarmente importanti poiché permettono alla viticoltura ucraina di distinguersi nel mercato globale. Tra i vitigni autoctoni più noti troviamo:
- Odesa Black (Odessa Cherny), un incrocio tra Cabernet Sauvignon e Alicante Bouschet, sviluppato negli anni '40. Questo vitigno produce vini rossi intensi con una spiccata nota di frutta nera e cioccolato. È molto apprezzato nelle regioni meridionali dell'Ucraina per la sua capacità di adattarsi ai climi più caldi e per la sua complessità gustativa[4].

- Telti-Kuruk, vitigno a bacca bianca coltivato principalmente nel sud del paese e produce vini freschi, aromatici e leggeri, perfetti per il consumo giovane. Il Telti-Kuruk è un esempio della diversità della viticoltura ucraina e della sua ricca tradizione di vitigni locali[4].

Tra i vitigni internazionali, l'Ucraina coltiva varietà come Cabernet Sauvignon, Merlot, Chardonnay e Riesling, che si sono adattate bene al clima e al terroir delle principali regioni vinicole del paese.

## Vini
La viticoltura ucraina produce una vasta gamma di vini che vanno dai rossi corposi ai bianchi freschi, fino ai vini spumanti prodotti con il metodo classico. La qualità dei vini ucraini è in continua crescita con una crescente attenzione alle tecniche moderne di vinificazione.
- Vini rossi: i vini rossi prodotti in Ucraina sono noti per la loro struttura e profondità, spesso ottenuti da vitigni come il Cabernet Sauvignon, l'Odesa Black e il Merlot. Questi vini sono apprezzati per la loro complessità, con note di frutta nera e spezie, e per la loro capacità di invecchiare bene[1].

- Vini bianchi: i bianchi ucraini, come il Telti-Kuruk e il Riesling, sono freschi e aromatici, spesso caratterizzati da una buona acidità e minerali. Sono particolarmente apprezzati per la loro leggerezza e capacità di abbinarsi con piatti a base di pesce e verdure[1].

- Vini spumanti: l'Ucraina sta sviluppando una crescente reputazione per la produzione di vini spumanti, specialmente nella regione di Odessa, dove le tecniche di vinificazione classica vengono utilizzate per creare spumanti eleganti e raffinati[1].

## Normative
Il settore vinicolo ucraino è regolamentato dal Ministero dell'Agricoltura che stabilisce normative riguardanti la produzione, l'etichettatura e la commercializzazione dei vini. Recentemente, l'Ucraina ha adottato politiche per allinearsi agli standard internazionali, puntando sulla qualità e sull'esportazione del vino. Nonostante le sfide legate al conflitto con la Russia e alle difficoltà logistiche, il paese sta cercando di mantenere la sua posizione nel mercato vinicolo globale, cercando nuovi mercati di esportazione e migliorando continuamente le pratiche di vinificazione.